# (354) Eleonora
(354) Eleonora – planetoida z grupy pasa głównego planetoid okrążająca Słońce w ciągu 4 lat i 252 dni w średniej odległości 2,8 au. Została odkryta 17 stycznia 1893 roku w Observatoire de Nice w Nicei przez Auguste Charloisa. Pochodzenie nazwy planetoidy nie jest znane. Przed jej nadaniem planetoida nosiła oznaczenie tymczasowe (354) 1893 A.